# حادث حافلة المنيا (2018)
هجوم المنيا هو هجوم إرهابي بالرصاص، وقع يوم الجمعة 2 نوفمبر 2018، استهدف أقباط كانوا يستقلون حافلة في طريقهم إلى دير الأنبا صموئيل المعترف، في محافظة المنيا. أسفر الهجوم عن وفاة 9 أشخاص وإصابة 13 آخرين. وفي 4 نوفمبر، بعد يومين من العملية أعلنت وزارة الداخلية عن تصفية 19 من منفذي العملية، وقع حادث مماثل بالقرب من نفس المكان في 2017.

## خلفية
في 26 مايو 2017 استهدف تنظيم الدولة الإسلامية في واقعة مماثلة قافلة تقل أقباط في طريق دير الأنبا صموئيل المعترف بهجوم مسلح بالرصاص، ما أسفر عن مقتل 29 وإصابة 24. في 29 ديسمبر 2017، قُتل مسلح ما لا يقل عن 11 شخصًا في هجمات على كنيسة قبطية أرثوذكسية ومتجرًا مملوكًا لمسيحي بضاحية حلوان فيما عرف بحادث كنيسة مارمينا، وأعلن التنظيم مسؤوليته عن الحادث. في 9 أبريل 2017، استهدف التنظيم كنائس قبطية في مدينتي طنطا والإسكندرية بعبوات ناسفة ما أسفر عن مقتل 29 وإصابة 76، فيما عرف بتفجيرات أحد السعف. في 11 ديسمبر 2016، استهدف انتحاري ينتمي للتنظيم الكنيسة البطرسية بالعباسية ما أسفر عن مقتل 29 وإصابة 47 فيما عرف بحادث الكنيسة البطرسية.